# 다음세대 마이크 ON
《다음세대 마이크 ON》은 미래를 열어갈 다음세대의 입을 통해 꿈과 희망의 메시지를 듣는 CTS기독교TV의 TED식 강연 프로그램이다.

## MC
- 김인후= 아나운서